# Miklós Szabó
Miklós Szabó   (Budapest, 6 de desembre de 1908 - Budapest, 3 de desembre de 2000) va ser un atleta hongarès, especialista en el curses de mig fons, que va competir durant la dècada de 1930.
El 1936 va prendre part en els Jocs Olímpics de Berlín, on disputà dues proves del programa d'atletisme. Fou setè en la cursa dels 1.500 metres, mentre en la dels 800 metres quedà eliminat en semifinals.
En el seu palmarès destaquen una medalla d'or i una de plata en els 800 metres i 1.500 metres, respectivament, del Campionat d'Europa d'atletisme de 1934. Dos mesos després dels Jocs Olímpics, el 4 d'octubre de 1936, Szabó va batre el rècord mundial de Jules Ladoumègue en els 2.000 metres amb un temps de 5'20.4". El 30 de setembre de 1937 va millorar el rècord del món de Gunnar Höckert en la cursa de les 2 milles, amb un temps de 8' 56.0".

## Millors marques
- 800 metres. 1'52.0" (1934)
- 1.500 metres. 3'48.6" (1937)
- milla. 4'16.2" (1937)
- 5.000 metres. 14'33.8" (1937)
- 10.000 metres. 30'47.2" (1940)
- 3.000 metres obstacles. 9'39.6" (1941)[5]